# AfD Baden-Württemberg
Die AfD Baden-Württemberg ist ein Landesverband der rechtspopulistischen und rechtsextremen Partei Alternative für Deutschland (AfD) in Baden-Württemberg. Der Landesverband wird seit Juli 2022 von Markus Frohnmaier und Emil Sänze in einer Doppelspitze als Landesvorsitzende geführt. Im Juli 2022 wurde der Landesverband vom baden-württembergischen Verfassungsschutz als „Verdachtsfall“ eingestuft. Die Klage dagegen scheiterte bislang vor dem Verwaltungsgericht Stuttgart, der Eilantrag vor diesem Verwaltungsgericht und vor dem Verwaltungsgerichtshof Baden-Württemberg.
Zur Landtagswahl in Baden-Württemberg 2016 trat die Landespartei erstmals an, mit Jörg Meuthen als Spitzenkandidat, und zog mit 23 Abgeordneten in den Landtag von Baden-Württemberg ein, war dort zunächst größte Oppositionsfraktion. Erstmals zur Bundestagswahl 2017 führte Alice Weidel als Co-Spitzenkandidatin im Bund auch die Landesliste an, über die elf Abgeordnete in den 19. Bundestag einzogen, als Teil der größten Oppositionsfraktion. Bei den Wahlen im Jahre 2021, zuerst im Land dann im Bund, musste die Landes-AfD jeweils Einbußen hinnehmen.
Die Landesliste für die Bundestagswahl am 23. Februar 2025 wurde wieder von Alice Weidel angeführt.

## Geschichte
Die AfD Baden-Württemberg wurde auf einem Parteitag am 22. April 2013 in Karlsruhe gegründet. Landesvorsitzender wurde Bernd Kölmel, der auf einem weiteren Parteitag am 4. Mai 2013 in Stuttgart zum Spitzenkandidaten der Landespartei für die Bundestagswahl 2013 bestimmt wurde. Bei der Bundestagswahl 2013 erzielte die Landespartei mit 5,2 Prozent und bei der Europawahl 2014 mit 7,9 Prozent Ergebnisse leicht über dem Bundesdurchschnitt.
Im Laufe des Jahres 2015 überlagerten sich Vorbereitungen zu den zeitgleich am 13. März 2016 stattfindenden Landtagswahlen in Baden-Württemberg, in Rheinland-Pfalz und in Sachsen-Anhalt, für die auch im Dezember 2015 noch Unterschriften gesammelt werden mussten, mit einem bundesweiten Machtkampf um die Ausrichtung der Partei der nach dem Essener Parteitag im Juli 2015 zu einer Parteiabspaltung führte, mit Rücktritten und Austritten, darunter waren neben dem Sprecher des Landesvorstands Bernd Kölmel auch einige Kreisvorsitzende und weitere Funktionsträger auf Kreisebene. Diese Kreisverbände waren wichtiger als die Landesebene, denn vor Ort mussten Unterschriften gesammelt werden und geeignete Wahlkreiskandidaten aufgestellt werden. Das Landtagswahlrecht in Baden-Württemberg kannte bis 2022 keine Landeslisten, so dass sich Spitzenpolitiker aller Parteien um aussichtsreiche Wahlkreise bemühen mussten, auch Doppelkandidaturen waren möglich. Jörg Meuthen wurde im Landtagswahlkreis Bretten nominiert, gewann sein Mandat im Landtagswahlkreis Backnang, und wurde Vorsitzender einer 23-köpfigen Landtagsfraktion, die sich alsbald spaltete.
Auf einem Landesparteitag in Pforzheim am 25. und 26. Juli 2015 wurde ein neuer Landesvorstand gewählt, unter dem gemeinsamen Vorsitz des Bundesvorsitzenden Jörg Meuthen, von Lothar Maier aus Stuttgart und Bernd Grimmer aus Pforzheim. Auf einem weiteren Parteitag Ende Oktober in Horb am Neckar wurde das Wahlprogramm zur Landtagswahl 2016 beschlossen. Parallel zur Flüchtlingskrise in Deutschland 2015/2016 verloren die in Berlin regierenden Parteien CDU und SPD auch bei Umfragen zur Landtagswahl massiv an Zustimmung, so dass Anfang 2016 die Grünen und vor allem die AfD kräftig zulegten. Bei der Landtagswahl erreichte die Landespartei 15,1 Prozent der abgegebenen Stimmen und zog damit als stärkste Oppositionsfraktion in den Landtag ein.
Anfang März 2017 wurde auf einem Landesparteitag in Sulz am Neckar ein neuer Landesvorstand gewählt. Um den Landesvorsitz kam es zu einer Stichwahl zwischen der Spitzenkandidatin der Landespartei zur Bundestagswahl 2017 Alice Weidel gegen den ehemaligen Büroleiter Meuthens und Mitarbeiter der AfD-Fraktion im Landtag von Baden-Württemberg Ralf Özkara, die Özkara mit 208 zu 224 Stimmen gewann. Weiterer gleichberechtigter Landesvorsitzender wurde Marc Jongen. Im November 2018 trat Özkara als Landesvorsitzender zurück und wechselte auf eine Anstellung als Referent der AfD-Fraktion im Bayerischen Landtag.

## Einordnung durch den Verfassungsschutz
Der Verfassungsschutz des Landes Baden-Württemberg kündigte am 15. November 2018 an, den AfD-Jugendverband JA Baden-Württemberg künftig zu beobachten. Laut Innenminister Thomas Strobl sind Bezüge u. a. zur „Identitären Bewegung“ gegeben. Der Landesvorsitzende Moritz Brodbeck und ein Teil der JA-Mitglieder verließen daraufhin den Verband.
Im Juli 2022 stufte der Verfassungsschutz des Landes Baden-Württemberg die AfD Baden-Württemberg als Verdachtsobjekt ein. Den gegen diese Einstufung und deren Bekanntgabe gerichteten Eilantrag lehnte das Verwaltungsgericht Stuttgart mit Beschluss vom 6. November 2023 ab. Die hiergegen gerichtete Beschwerde wies der Verwaltungsgerichtshof Baden-Württemberg am 11. November 2024 ab. Am 18. März 2025 entschied das Verwaltungsgericht Stuttgart im Hauptsacheverfahren, dass der baden-württembergische Verfassungsschutz die AfD Baden-Württemberg weiterhin beobachten und die Öffentlichkeit davon unterrichten dürfe. Hintergrund war auch die Einordnung des Landesverbands als Verdachtsfall. Es bestünden tatsächliche Anhaltspunkte dafür, dass der Landesverband einen verfassungswidrigen Volksbegriff verfolge. Berufung ist gegen dieses Urteil möglich.

## Politik

### Parteiprogramm 2016
In ihrem Wahlprogramm zur Landtagswahl 2016 forderte die baden-württembergische AfD die Stärkung direktdemokratischer Elemente.
In der Bildungspolitik steht die Partei für ein gegliedertes Schulsystem und eine duale Ausbildung. Die Energiewende sei gescheitert und durch eine Politik „basierend auf wissenschaftlichen Erkenntnissen und marktwirtschaftlichen Prinzipien“ zu ersetzen. Ein Bekenntnis zu sozialer Marktwirtschaft und Freihandel verknüpft die baden-württembergische AfD mit der Ablehnung des Transatlantischen Freihandelsabkommens (TTIP). In der Flüchtlingskrise in Deutschland ab 2015 fordert die AfD Baden-Württemberg nationale Obergrenzen. In der griechischen Staatsschuldenkrise fordert die AfD Baden-Württemberg ein Ende der finanziellen Unterstützung durch deutsche Steuergelder.
Im Wahlprogramm wurde den „etablierten Parteien“ zudem vorgeworfen, „alle Register der Massenpsychologie und Massensuggestion“ zu ziehen. Die Parteien, „allen voran die Bundeskanzlerin“, würden „darin von einer weitgehend gleichgeschalteten Medienlandschaft unterstützt“.

### „Stuttgarter Aufruf“ 2018 und Richtungsstreit
Ende 2018 verfassten Mitglieder unterschiedlicher Gruppen im Landesverband den sogenannten „Stuttgarter Aufruf“. Sie kritisierten die wachsende Zahl an Ordnungs- und Ausschlussverfahren gegen Mitglieder und Funktionäre des Landesverbandes. Erstunterzeichner waren 60 AfD-Mitglieder und Landtags-Abgeordnete. Bereits sechs Tage nach Veröffentlichung des Appells hatten fast 1.000 Personen unterschrieben. Das Gros der Unterzeichner kommt aus dem nationalkonservativen bis radikal rechten Flügel der Partei. Dazu gehörten Mitglieder rechtsradikaler Burschenschaften und AfDler, die durch rassistische Positionen aufgefallen waren.
Die Verfasser sahen die innerparteiliche Meinungsfreiheit bedroht und schrieben: „Wir widersetzen uns allen Denk- und Sprechverboten innerhalb der Partei“. Der AfD-Bundesvorstand war ab 2018 bemüht, die drohende Beobachtung durch Landes- und Bundesverfassungsschutz abzuwenden.
Seit 2019 wurde der innerparteiliche Machtkampf in der AfD Baden-Württemberg sowohl in der AfD-Landtagsfraktion wie auch in den Gremien des Landesverbandes deutlicher. Im Februar 2019 wurde auf dem Parteitag ein neunköpfiger Landesvorstand um den Landesvorsitzenden Bernd Gögel gewählt. Dieser steht im Konflikt mit einer Gruppe um den Co-Parteichef Dirk Spaniel und dem Landesschatzmeister Frank Kral. Letztere sind zwar in den Gremien des Landesvorstandes zahlenmäßig unterlegen, sicherten sich jedoch die Unterstützung des völkischen Flügels. In der AfD-Landtagsfraktion streiten sich die gemäßigten Kräfte um Fraktionschef Gögel und die rechten radikaleren Abgeordneten um Emil Sänze.
Beim 2. Parteitag im Juni 2019 versuchte Dirk Spaniel mit der Unterstützung von fünf Kreisverbänden, den aktuellen Landesvorstand um Bernd Gögel abwählen zu lassen. Er ließ sich dabei von der rechtsextremen Jugendorganisation Junge Alternative unterstützen, scheiterte jedoch. Bundesvorstand Alice Weidel regte eine „Mediation“ im zerstrittenen Landesvorstand an, um ihn wieder arbeitsfähig zu machen. Am 11. Juni forderte Landesschatzmeister Frank Kral über seine Anwältin Nicole Schneiders u. a. Gögel und weitere sieben Vorstandsmitglieder schriftlich auf, Vorwürfe gegen ihn und Spaniel zu unterlassen, die der Vorstand Ende Mai 2019 in einem Schreiben an die AfD-Kreisverbände erhoben hatte. Öffentlich wahrgenommen wurde auch Krals Wahl seiner Anwältin: Schneiders ist den Verfassungsschutzbehörden bekannt und verteidigte den Unterstützer der NSU-Rechtsterroristen Ralf Wohlleben.

### Parteiprogramm 2021
Im Wahlprogramm zur Landtagswahl 2021 bezog sich die AfD beim Punkt Energieversorgung/Automobilindustrie auf eine aus dem „Great Reset“ abgeleitete Verschwörungstheorie und behauptete: „Zur Durchsetzung der ‚Großen Transformation‘ (Great Reset) – eines Systemwechsels, weg von sozialer marktwirtschaftlicher Demokratie, hin zum grünen Staatssozialismus – laufen in Deutschland seit langem Kampagnen gegen die Kernenergie und die Nutzung fossiler Energieträger“.

### AfD im Landtag
Landtagsfraktionen Liste der Mitglieder des Landtags von Baden-Württemberg (16. Wahlperiode) (ab 2016), Liste der Mitglieder des Landtags von Baden-Württemberg (17. Wahlperiode) (ab 2021)
Nach der Landtagswahl in Baden-Württemberg 2016, bei der die AfD auf Anhieb drittstärkste Kraft wurde, übernahm der 75-jährige frühere Arzt Heinrich Kuhn das Amt des Alterspräsidenten. Das Amt des zweiten Landtagsvizepräsidenten, das der drittstärksten Kraft AfD zugefallen wäre, wurde mit den Stimmen aller anderen Fraktionen abgeschafft. Rainer Podeswa sollte für die AfD als anfänglich größte Oppositionsfraktion im Landtag den Vorsitz des Finanzausschusses übernehmen; die Wahl wurde vertagt, da Podeswa wegen unwahrer Behauptungen eine Unterlassungserklärung abgeben musste. Nach dem Auseinanderbrechen der AfD-Landtagsfraktion wurde im Juli 2016 Rainer Stickelberger (SPD) Vorsitzender des Ausschusses für Finanzen.

#### Auseinandersetzung um Wolfgang Gedeon
Der AfD-Landtagsabgeordnete Wolfgang Gedeon bezeichnete in einem Buch die Erinnerung an den Holocaust als „Zivilreligion des Westens“ und Holocaustleugner als Dissidenten. Er bezog sich dabei positiv auf die antisemitische Hetzschrift Protokolle der Weisen von Zion. Der Bundesvorstand der Partei drängte daraufhin auf den Parteiausschluss Gedeons. Auch im Falle eines Parteiausschlusses kann Gedeon sein Landtagsmandat als parteiloser Abgeordneter ausüben.
Innerhalb der AfD-Fraktion kam es daraufhin zu Auseinandersetzungen über einen möglichen Ausschluss Gedeons. Emil Sänze, Rainer Balzer und Bernd Grimmer forderten im Vorfeld der geplanten Abstimmung über den Ausschluss am 21. Juni 2016 den Fraktionsvorsitzenden Jörg Meuthen auf, den Fall von einem wissenschaftlichen Gutachter prüfen zu lassen. Meuthen verknüpfte sein politisches Schicksal mit dem Ausschluss Gedeons und kündigte an, er werde andernfalls die Landtagsfraktion verlassen. In der Sitzung vom 21. Juni 2016 kam es nicht zu einer Abstimmung über den Ausschluss Gedeons, da dieser vorschlug, seine Fraktionsmitgliedschaft bis zum Vorliegen einer gutachterlichen Beurteilung seiner Äußerungen ruhen zu lassen. Daraufhin beauftragte die Fraktion eine Kommission mit der Suche nach drei unabhängigen Wissenschaftlern.
Nachdem sich herausgestellt hatte, dass ein Ruhen der Fraktionsmitgliedschaft rechtlich nicht möglich ist, und innerhalb der Fraktion Uneinigkeit über die Benennung der Gutachter bestand, eskalierte der Konflikt am 5. Juli 2016. In einem weiteren Ausschlussversuch, für den eine Zweidrittelmehrheit notwendig war, votierten 13 AfD-Abgeordnete für und neun gegen den Ausschluss Gedeons.

#### Spaltung der Fraktion
Nachdem Gedeons Ausschluss gescheitert war, erklärte Meuthen, dass er mit zwölf weiteren Abgeordneten die Fraktion verlassen werde. Der AfD-Bundesvorstand teilte mit, dass er einzig die Gruppe um Meuthen als AfD-Fraktion anerkenne. Später am selben Tag erklärte auch Gedeon seinen Austritt aus der Fraktion. Nachdem Frauke Petry, gemeinsam mit Meuthen Sprecherin der AfD auf Bundesebene, am Abend des 5. Juli 2016 eine Presseerklärung veröffentlicht hatte, wonach die Spaltung der Fraktion durch Gedeons Schritt abgewendet worden sei, erklärte Meuthen, die Trennung habe weiterhin Bestand.
Die mit Meuthen aus der AfD-Fraktion ausgetretenen Parlamentarier (Anton Baron, Lars Patrick Berg, Heinrich Fiechtner, Stefan Herre, Heinrich Kuhn, Claudia Martin, Thomas Axel Palka, Rainer Podeswa, Daniel Rottmann, Udo Stein, Klaus-Günther Voigtmann, Carola Wolle, Rainer Balzer) konstituierten sich am 6. Juli 2016 als Gruppe „Alternative für Baden-Württemberg“ und strebten Fraktionsstatus an. Dies wurde, wie auch die zukünftige parlamentarische Vertretung der AfD Baden-Württemberg, von der Landtagsverwaltung geprüft. Ebenfalls am 6. Juli 2016 verließ Rainer Balzer die AfD-Fraktion und schloss sich der Gruppe „Alternative für Baden-Württemberg“ an. Am Abend erklärte Frauke Petry, dass sie im Gegensatz zur Aussage des Bundesvorstands vom 5. Juli nicht die Gruppe um Jörg Meuthen, sondern einzig die verbliebenen Mitglieder der AfD-Fraktion als Vertreter der Partei im Landtag anerkenne.
Am 7. Juli 2016 wurde in der dezimierten AfD-Fraktion nach dem Ausscheiden von Meuthen und Balzer ein neuer Fraktionsvorstand gewählt. Dabei wurde Heiner Merz zum Vorsitzenden sowie Emil Sänze und Rüdiger Klos als Stellvertreter bestimmt. Bernd Grimmer wurde als Parlamentarischer Geschäftsführer bestätigt.
Die Auseinandersetzung um Wolfgang Gedeon wird als Teil des Konfliktes um die Führungsrolle im AfD-Bundesvorstand zwischen Frauke Petry und Jörg Meuthen wahrgenommen.
Die Aufspaltung einer Landtagsfraktion in zwei eigenständige Fraktionen wurde von allen anderen Landtagsfraktionen teilweise scharf kritisiert. Die baden-württembergische Landtagsverwaltung gab ein Gutachten in Auftrag, das die Rechtmäßigkeit der Fraktionsspaltung prüfen sollte. Die drei Gutachter kamen zu dem Schluss, dass die Abgeordneten frei in der Wahl ihrer Fraktion seien und deshalb eine neue Fraktion gründen könnten. Der Vorsitzende der AfD-Fraktion Heiner Merz bezeichnete die Expertise als „hinfällig“, da die Fraktionen in absehbarer Zeit ohnehin wieder fusionieren wollten. Die AfD-Kreisvorsitzenden im Landesverband Baden-Württemberg sprachen sich am 23. Juli 2016 ebenfalls mehrheitlich für eine „Wiedervereinigung“ aus. Mit Hilfe eines Mediators sollten die Fraktionen wieder zusammengeführt und dann eine neue Führung gewählt werden. Abgeordnete, die sich der Einigung widersetzten, sollten ihr Mandat niederlegen und gegebenenfalls aus der Partei ausgeschlossen werden.

#### Ansätze zur Zusammenführung der Fraktionen
Am 14. September 2016 teilten die Fraktionsvorsitzenden der beiden AfD-Fraktionen die Ergebnisse einer dreitägigen Klausurtagung ihrer Fraktionen mit. Sie hätten sich auf eine gemeinsame Führung geeinigt; Jörg Meuthen (Fraktion AfBW) solle Fraktionsvorsitzender werden und Anton Baron (ebenfalls Fraktion AfBW) parlamentarischer Geschäftsführer. Ein formeller Zusammenschluss solle laut einer Presseerklärung in naher Zukunft erfolgen, sobald weitere Details geklärt seien.
Die Agentur Reuters berichtete, der AfD-Bundesvorsitzende Meuthen habe bei dem Treffen eine überraschende Kampfkandidatur abwenden können. Rainer Podeswa aus seiner eigenen Fraktion „Alternative für Baden-Württemberg“ habe bei der Fraktionsvorsitzendenwahl gegen ihn antreten wollen und erst nach Gesprächen mit dem Parteichef doch nicht kandidiert. Anhänger Meuthens sahen in dem Vorhaben Podeswas eine Initiative von Anhängern der Co-Bundesvorsitzenden Frauke Petry.
Andreas Stoch (SPD) sah eine Verzögerungstaktik bei der Wiedervereinigung der beiden Fraktionen, denn nur in ihrer Position als zwei getrennte Fraktionen hätten sie den Untersuchungsausschuss zum Thema Linksextremismus in Baden-Württemberg beantragen können.

#### Untersuchungsausschuss zum Linksextremismus
Die Fraktion „Alternative für Baden-Württemberg“ (ABW) und die AfD-Restfraktion beantragten im August 2016 einen Untersuchungsausschuss „Linksextremismus in Baden-Württemberg“. Der Antrag war möglich geworden, weil nun zwei Fraktionen diesen Ausschuss forderten. Für die Einrichtung eines Untersuchungsausschusses müssen mindestens zwei Fraktionen stimmen. Alle anderen Fraktionen werteten dies als den befürchteten Missbrauch der Fraktionsspaltung, um so politische Vorteile für sich zu erzielen. Kritisiert wurde auch, dass die AfD eine Mediation anstrebe und gleichzeitig die beiden AfD-Fraktionen politisch gemeinsame Sache machten.
Im Juli 2017, nach den Krawallen am Rande des G20-Gipfels in Hamburg, forderte die AfD erneut einen Untersuchungsausschuss zum Linksextremismus, aber Grüne, CDU, SPD und FDP stimmten geschlossen dagegen.

#### Wiedervereinigung der Fraktionen
Im Oktober 2016 vereinigten sich beide Fraktionen wieder. Jörg Meuthen wurde erneut Fraktionschef, und eine gemeinsame Satzung wurde verabschiedet. Die AfBW ging in der AfD-Fraktion auf. In einer im Oktober 2016 verabschiedeten Fraktionssatzung hieß es, das Abstimmungsverhalten im Fall Gedeon sei „in keiner Weise mit Antisemitismus in Verbindung zu bringen“, sondern sei ein „Protest gegen eine gefühlte Einschränkung der Meinungsfreiheit“. Im November 2017 erklärte Meuthen, das freigewordene Mandat der AfD im Europaparlament anzunehmen. Den Vorsitz der Landtagsfraktion legte er nieder, blieb jedoch Mitglied des Landtags. Nachfolger im Fraktionsvorsitz wurde Bernd Gögel.

#### Annäherung der Landtagsfraktion an Wolfgang Gedeon
Trotz der herbeigeführten Fraktionslosigkeit von Wolfgang Gedeon wurde die Zusammenarbeit mit seinen ehemaligen AfD-Fraktionskollegen fortgesetzt. So stellte Gedeon gemeinsam mit vier AfD-Landtagsabgeordneten drei Anträge zum Bundesparteitag im Dezember 2017. Ferner wurde er am 21. November 2017 von der Landtagsfraktion in deren Arbeitskreis Europa aufgenommen.
Für Kritik sorgte 2018, dass die AfD-Landtagsfraktion das AfD-Mitglied Laurens Nothdurft als Parlamentarischen Berater für einen Untersuchungsausschuss beschäftigte. Der als Rechtsanwalt tätige Nothdurft war „zweiter Bundesführer“ des 2009 verbotenen rechtsextremen Elitevereins „Heimattreue Deutsche Jugend“ (HDJ) und NPD-Aktivist. Er arbeitete später für die AfD-Landtagsfraktion Bayern und wurde 2019 auch dort entlassen.

#### Parteiausschluss von Wolfgang Gedeon und Stefan Räpple
Am 20. März 2020 schloss das Bundesschiedsgericht den AfD-Landtagsabgeordneten Wolfgang Gedeon wegen dessen antisemitischer Haltung aus der AfD aus. 10 Tage später folgte der AfD-Landtagsabgeordnete Stefan Räpple, dem das Landesschiedsgericht die Parteimitgliedschaft aberkannte. Er kündigte an, Berufung einlegen zu wollen.

## Organisation
Die Parteiorgane des Landesverbands sind der Landesparteitag, der Landesvorstand und die Landeswahlversammlung zur Bundestagswahl. Das Landesschiedsgericht entscheidet über parteiinterne Streitigkeiten und kann Mitglieder ausschließen.

### Landesparteitag
Höchstes Parteiorgan ist der Landesparteitag. Er wählt den Landesvorstand, die Rechnungsprüfer sowie das Landesschiedsgericht. Landesparteitag findet nicht als Mitgliederversammlung, sondern als Delegiertenversammlung statt. Die Kreisverbände entsenden dazu je fünf Mitglieder einen Vertreter.
| Nr.                       | Datum                                                    | Ort                    | Landesvorsitzende(r) / Spitzenkandidat(in) | Wahlergebnis   | Thema                                                                      |
| ------------------------- | -------------------------------------------------------- | ---------------------- | ------------------------------------------ | -------------- | -------------------------------------------------------------------------- |
| 01. Landesparteitag       | 22. April 2013                                           | Karlsruhe              | Elke Fein Bernd Kölmel Hansjörg Scheel     |                | Gründung des Landesverbandes; Wahl des Landesvorstands                     |
| 02. Landesparteitag       | 4./5. Mai 2013                                           | Stuttgart              | Bernd Kölmel                               |                | Wahl der Landesliste zur Bundestagswahl 2013                               |
| 03. Landesparteitag       | 23./24. November 2013                                    | Pforzheim              | Bernd Kölmel Jens Zeller                   | 69 % 54 %      | Neuwahl des Landesvorstands; Wahl der Delegierten zum Bundesparteitag      |
| 04. Landesparteitag       | 11./12. Januar 2014                                      | Pforzheim              |                                            |                | Wiederholung der Wahl der Delegierten zum Bundesparteitag                  |
| 05. Landesparteitag       | 4./5. Oktober 2014                                       | Kirchheim/Teck         | Bernd Kölmel Jens Zeller                   | 60 % 59 %      | Ab- und Neuwahl von Landesvorstandsmitgliedern                             |
| 06. Landesparteitag       | 17./18. Januar 2015                                      | Karlsruhe              | Bernd Kölmel                               | 62 %           | Neuwahl des Landesvorstands                                                |
| 07. Landesparteitag       | 25./26. Juli 2015                                        | Pforzheim              | Bernd Grimmer Lothar Maier Jörg Meuthen    | 71 % 95 % 93 % | Neuwahl des Landesvorstands                                                |
| 08. Landesparteitag       | 24./25. Oktober 2015                                     | Horb am Neckar         | Jörg Meuthen                               |                | Wahl der Landesliste und Beschluss des Wahlprogramms zur Landtagswahl 2016 |
| 09. Landesparteitag       | 23./24. April 2016                                       | Waiblingen             |                                            |                |                                                                            |
| Landeswahl- versammlungen | 19./20. November 2016 21./22. Januar 2017 6./7. Mai 2017 | Kehl Nürtingen Rastatt | Alice Weidel                               | 66 %           | Wahl der Landesliste zur Bundestagswahl 2017                               |
| 10. Landesparteitag       | 4./5. März 2017                                          | Sulz am Neckar         | Ralf Özkara Marc Jongen                    | 52 % 56 %      | Neuwahl des Landesvorstands                                                |
| 11. Landesparteitag       | 17./18. Juni 2017                                        | Karlsruhe              |                                            |                | Neuwahl der Delegierten zum Bundeskonvent; Änderung der Landessatzung      |
| 12. Landesparteitag       | 17./18. März 2018                                        | Heidenheim             |                                            |                | Änderung der Landessatzung; Nachwahlen zum Landesschiedsgericht            |
| 13. Landesparteitag       | 23./24. Februar 2019                                     | Heidenheim             | Bernd Gögel Dirk Spaniel                   | 54 % 52 %      | Neuwahl des Landesvorstandes                                               |
| 14. Landesparteitag       | 15. Februar 2020                                         | Böblingen              | Alice Weidel                               | 54 %           | Neuwahl des Landesvorstandes                                               |

### Landesvorstand
Der im Februar 2024 gewählte Landesvorstand hat folgende Mitglieder:
| Landesvorsitzende                                            | Markus Frohnmaier (MdB), Emil Sänze (MdL)                                            |
| Stellvertretende Landesvorsitzende                           | Martin Hess (MdB), Ruben Rupp (MdL), Marc Bernhard (MdB), Jürgen Koegel              |
| Schatzmeister                                                | Hans-Peter Hörner (MdL)                                                              |
| Stellvertretender Schatzmeister                              | Rainer Podeswa (MdL a. D.)                                                           |
| Schriftführer                                                | Sandro Scheer                                                                        |
| Beisitzer                                                    | Lars Haise, Diana Zimmer, Alexander Arpaschi (MdB), Anton Baron (MdL), Benjamin Götz |
| MdL = Mitglied des Landtages; MdB = Mitglied des Bundestages |                                                                                      |

### Parteivorsitzende
| Parteivorsitzende(r)                        | Parteivorsitzende(r)                                      | Amtszeit                    |
| ------------------------------------------- | --------------------------------------------------------- | --------------------------- |
| Bernd Kölmel                                | Elke Fein, Bernd Kölmel, Hansjörg Scheel (bis Mai 2013)   | April 2013 – November 2013  |
| Bernd Kölmel · Jens Zeller                  | Bernd Kölmel, Jens Zeller                                 | November 2013 – Januar 2015 |
| Bernd Kölmel                                | Bernd Kölmel                                              | Januar 2015 – Juli 2015     |
| Bernd Grimmer · Lothar Maier · Jörg Meuthen | Bernd Grimmer, Lothar Maier, Jörg Meuthen (bis Okt. 2016) | Juli 2015 – März 2017       |
| Marc Jongen                                 | Marc Jongen, Ralf Özkara (bis Nov. 2018)                  | März 2017 – Februar 2019    |
| Bernd Gögel · Dirk Spaniel                  | Bernd Gögel, Dirk Spaniel                                 | Februar 2019 – Februar 2020 |
| Alice Weidel                                | Alice Weidel                                              | Februar 2020 – Juli 2022    |
|                                             | Markus Frohnmaier, Emil Sänze                             | seit Juli 2022              |

### Fraktionsvorsitzende
| Foto         | Fraktionsvorsitzende(r)              | Fraktionsvorsitzende(r)       | Amtszeit |
| ------------ | ------------------------------------ | ----------------------------- | -------- |
| Jörg Meuthen | Jörg Meuthen                         | Mai 2016 – Juli 2016          |          |
|              | AfD: Heiner Merz / ABW: Jörg Meuthen | Juli 2016 – Oktober 2016      |          |
| Jörg Meuthen | Jörg Meuthen                         | Oktober 2016 – November 2017  |          |
| Bernd Gögel  | Bernd Gögel                          | Dezember 2017 – Dezember 2022 |          |
|              | Anton Baron                          | seit Januar 2023              |          |

### Junge Alternative Baden-Württemberg
Der Badischen Zeitung zufolge fällt die „Junge Alternative Baden-Württemberg“ (JA Baden-Württemberg) durch personelle und inhaltliche Verbindungen zu Rechtsnationalisten auf. Das „seit Jahren mit tragfähigen Enthüllungen rechtsextremer Zusammenhänge“ (Stuttgarter Zeitung) bekannte Rechercheteam der „Autonomen Antifaschisten“ in Freiburg geht davon aus, dass die Jugendorganisation gezielt von „rechtsradikalen Personen verschiedener Herkunft“ infiltriert wurde.
Der Landesvorsitzende Moritz Brodbeck ist nach Angaben der „Autonomen Antifaschisten“ Mitglied der Identitären Bewegung in Baden-Württemberg und habe die Parteijugend mit weiteren Angehörigen der Identitären Bewegung unter seine Kontrolle gebracht.
Markus Frohnmaier, ehemals JA-Bundesvorsitzender und Mitglied des Bundestags, äußerte sich in Medien der Neuen Rechten wie der Blauen Narzisse, der Aula und der Jungen Freiheit.
Die AfD Baden-Württemberg und die JA Baden-Württemberg haben die angeblichen Bezüge zur extremen Rechten mehrfach dementiert.
Der Verfassungsschutz des Landes Baden-Württemberg kündigte am 15. November 2018 eine Beobachtung der JA Baden-Württemberg an, worauf der Landesvorsitzende Moritz Brodbeck und ein Teil der Mitglieder den Verband verließen. Laut Innenminister Thomas Strobl sind Bezüge u. a. zur „Identitären Bewegung“ gegeben.
Seit Juni 2022 ist Severin Köhler aus Ditzingen Landesvorsitzender, dieser folgte auf Jochen Lobstedt aus Villingen-Schwenningen, der seit 2020 Landesvorsitzender war.

## Wahlergebnisse
| Landtagswahlen | Landtagswahlen | Landtagswahlen | Landtagswahlen | Landtagswahlen | Landtagswahlen | Landtagswahlen      |
| Jahr           | Stimmenanzahl  | Stimmenanteil  | Direktmandate  | Sitze          | Platz          | Spitzenkandidat(in) |
| -------------- | -------------- | -------------- | -------------- | -------------- | -------------- | ------------------- |
| 2016           | 809.564        | 15,1 %         | 2/70           | 23/143         | 3              | Jörg Meuthen        |
| 2021           | 473.485        | 9,7 %          | 0/70           | 17/154         | 5              | Bernd Gögel         |

| Bundestagswahlen | Bundestagswahlen | Bundestagswahlen | Bundestagswahlen | Bundestagswahlen | Bundestagswahlen | Bundestagswahlen    |
| Jahr             | Stimmenanzahl    | Stimmenanteil    | Direktmandate    | Sitze            | Platz            | Spitzenkandidat(in) |
| ---------------- | ---------------- | ---------------- | ---------------- | ---------------- | ---------------- | ------------------- |
| 2013             | 295.988          | 5,2 %            | 0/38             | 0/78             | 5                | Bernd Kölmel        |
| 2017             | 730.265          | 12,2 %           | 0/38             | 11/96            | 5                | Alice Weidel        |
| 2021             | 571.162          | 9,6 %            | 0/38             | 10/102           | 5                | Alice Weidel        |
| 2025             | 1.256.267        | 19,8 %           | 0/38             | 19/79            | 2                | Alice Weidel        |

| Gemeinderatswahlen | Gemeinderatswahlen | Gemeinderatswahlen | Gemeinderatswahlen    | Gemeinderatswahlen    | Gemeinderatswahlen |
| Jahr               | Gültige Stimmen    | Gültige Stimmen    | Gleichwertige Stimmen | Gleichwertige Stimmen | Sitze              |
| Jahr               | Anzahl             | Anteil             | Anzahl                | Anteil                | Sitze              |
| ------------------ | ------------------ | ------------------ | --------------------- | --------------------- | ------------------ |
| 2014               | 1.448.625          | 1,5 %              | 29.823                | 0,9 %                 | 28/18753           |
| 2019               | 3.471.481          | 3,0 %              | 81.128                | 1,9 %                 | 117/18675          |
| 2024               |                    |                    | 182.273               | 4,2 %                 | 351/18541          |

| Kreistagswahlen | Kreistagswahlen | Kreistagswahlen | Kreistagswahlen       | Kreistagswahlen       | Kreistagswahlen |
| Jahr            | Gültige Stimmen | Gültige Stimmen | Gleichwertige Stimmen | Gleichwertige Stimmen | Sitze           |
| Jahr            | Anzahl          | Anteil          | Anzahl                | Anteil                | Sitze           |
| --------------- | --------------- | --------------- | --------------------- | --------------------- | --------------- |
| 2014            | 0214.780        | 0,9 %           | 27.566                | 0,9 %                 | 18/2228         |
| 2019            | 01.574.778      | 5,5 %           | 215.315               | 5,5 %                 | 125/2253        |
| 2024            |                 |                 | 469.939               | 11,7 %                | 272/2272        |

| Europawahlen | Europawahlen  | Europawahlen  | Europawahlen |
| Jahr         | Stimmenanzahl | Stimmenanteil | Platz        |
| ------------ | ------------- | ------------- | ------------ |
| 2014         | 309.500       | 7,9 %         | 4            |
| 2019         | 486.679       | 10,0 %        | 4            |
| 2024         | 757.992       | 14,7 %        | 2            |

## Landesgruppe im Deutschen Bundestag

### 2017–2021
Die Landesliste zur Bundestagswahl 2017 wurde auf zwei Parteitagen am 19./20. November 2016 in Kehl und am 21./22. Januar 2017 in Nürtingen aufgestellt.
Die Landespartei zog mit insgesamt elf Abgeordneten in den Deutschen Bundestag ein, die ein Teil der AfD-Bundestagsfraktion sind:
| Mitglied der Fraktion | Einzug in den Bundestag über | Derzeitige Funktionen und Mitgliedschaften in der Fraktion und in der Partei                                                                      |
| --------------------- | ---------------------------- | --- |
| Alice Weidel          | Listenplatz 1                | Vorsitzende der AfD-Bundestagsfraktion; Stellvertretende Parteivorsitzende                                                                        |
| Lothar Maier          | Listenplatz 2                | |
| Marc Jongen           | Listenplatz 3                | Parteiobmann im Ausschuss für Kultur und Medien                                                                                                   |
| Markus Frohnmaier     | Listenplatz 4                | Stellvertretender Vorsitzender der Landesgruppe                                                                                                   |
| Thomas Seitz          | Listenplatz 5                | |
| Jürgen Braun          | Listenplatz 6                | Zweiter parlamentarischer Geschäftsführer der AfD-Bundestagsfraktion Stellv. Vorsitzender des Ausschusses für Menschenrechte und humanitäre Hilfe |
| Martin Hess           | Listenplatz 7                | |
| Volker Münz           | Listenplatz 8                | |
| Marc Bernhard         | Listenplatz 9                | Vorsitzender der Landesgruppe |
| Dirk Spaniel          | Listenplatz 10               | Parteiobmann im Ausschuss für Verkehr und digitale Infrastruktur                                                                                  |
| Franziska Gminder     | Listenplatz 11               | |

### 2021–2025
Aufgrund der COVID-19-Pandemie in Deutschland ab 2020 waren Wahlkampf und Parteitage eingeschränkt. Statt einer Präsenz-Aufstellungsversammlung wurde die Landesliste für die Bundestagswahl 2021 von der AfD Baden-Württemberg im Frühjahr 2021 in mehreren Wahlgängen per Briefwahlverfahren mit Akzeptanzwahl erstellt. Die Liste umfasste nur zwölf Plätze, mit Rebecca Weißbrodt auf Platz 12. MdB Volker Münz auf Platz 11 verpasste zunächst den Wiedereinzug, rückte aber im Juli 2024 nach der Europawahl 2024 für Marc Jongen nach.
Die Landespartei zog mit insgesamt zehn Abgeordneten in den Deutschen Bundestag ein, die ein Teil der AfD-Bundestagsfraktion sind:
| Mitglied der Fraktion | Einzug in den Bundestag über | Derzeitige Funktionen und Mitgliedschaften in der Fraktion und in der Partei |
| --------------------- | ---------------------------- | ---------------------------------------------------------------------------- |
| Alice Weidel          | Listenplatz 1                | Vorsitzende der AfD-Bundestagsfraktion; Stellvertretende Parteivorsitzende   |
| Martin Hess           | Listenplatz 2                |                                                                              |
| Dirk Spaniel          | Listenplatz 3                | keine; 2025 Übertritt zur Werteunion                                         |
| Markus Frohnmaier     | Listenplatz 4                |                                                                              |
| Marc Jongen           | Listenplatz 5                | 2024 Wechsel ins Europaparlament                                             |
| Marc Bernhard         | Listenplatz 6                |                                                                              |
| Malte Kaufmann        | Listenplatz 7                |                                                                              |
| Christina Baum        | Listenplatz 8                |                                                                              |
| Thomas Seitz          | Listenplatz 9                | Parteiaustritt im März 2024, seither fraktionsloser Abgeordneter             |
| Jürgen Braun          | Listenplatz 10               |                                                                              |

### Ab 2025
19 der insgesamt 79 Bundestagsmandate in Baden-Württemberg erhielt die AfD, alle über die Landesliste.
| Mitglied der Fraktion | Einzug in den Bundestag über | Derzeitige Funktionen und Mitgliedschaften in der Fraktion und in der Partei |
| --------------------- | ---------------------------- | ---------------------------------------------------------------------------- |
| Alice Weidel          | Listenplatz 1                | Vorsitzende der AfD-Bundestagsfraktion; Parteivorsitzende                    |
| Markus Frohnmaier     | Listenplatz 2                |                                                                              |
| Martin Hess           | Listenplatz 3                |                                                                              |
| Marc Bernhard         | Listenplatz 4                |                                                                              |
| Ruben Rupp            | Listenplatz 5                |                                                                              |
| Hans-Jürgen Goßner    | Listenplatz 6                |                                                                              |
| Jürgen Kögel          | Listenplatz 7                |                                                                              |
| Diana Zimmer          | Listenplatz 8                |                                                                              |
| Achim Köhler          | Listenplatz 9                |                                                                              |
| Lars Haise            | Listenplatz 10               |                                                                              |
| Alexander Arpaschi    | Listenplatz 11               |                                                                              |
| Malte Kaufmann        | Listenplatz 12               |                                                                              |
| Joachim Bloch         | Listenplatz 13               |                                                                              |
| Michael Blos          | Listenplatz 14               |                                                                              |
| Heinrich Koch         | Listenplatz 15               |                                                                              |
| Johann Martel         | Listenplatz 16               |                                                                              |
| Martina Kempf         | Listenplatz 17               |                                                                              |
| Sieghard Knodel       | Listenplatz 18               | am 5. Mai 2025 aus Partei und Fraktion ausgetreten                           |
| Paul Schmidt          | Listenplatz 19               |                                                                              |